# Rissana Chamalia
Rissana Chamalia (franska: Rissana Chamalia (CR), Rissana Chamalia (Commune Rurale), arabiska: الساحل الشمالي) är en kommun i Marocko.   Den ligger i provinsen Larache och regionen Tanger-Tétouan-Al Hoceïma, i den norra delen av landet, 160 km nordost om huvudstaden Rabat. Antalet invånare är 12 266.